# Ariel Hilman
Ariel Hilman (* 27. Januar 1986 im Kibbuz HaOgen) ist ein israelischer Volleyball- und Beachvolleyballspieler.

## Karriere
Hilman begann seine Karriere bei Hapoel Hama'apil, wo er vom Nachwuchs in die erste Mannschaft aufrückte. 2004 wechselte der Außenangreifer zu Maccabi Tel Aviv. Mit Tel Aviv spielte er im Europapokal. Außerdem gehörte er zur Junioren-Nationalmannschaft und seit 2006 auch zur A-Nationalmannschaft. Von 2010 spielte er beim deutschen Bundesligisten VC Gotha bis zu dessen Insolvenz 2012. Danach kehre er nach Israel zurück. Mit seinem Verein Maccabi Tel Aviv gewann er mehrfach nationale Meisterschaft und Pokal.  Mit der israelischen Nationalmannschaft spielte Hilman in der Europaliga 2012. Von 2013 bis 2017 war er auch im Beachvolleyball aktiv und spielte mit seinem Partner Sean Faiga im russischen Anapa erstmals auf einer FIVB World Tour.